# 齐格蒙特·森德齐拉兹

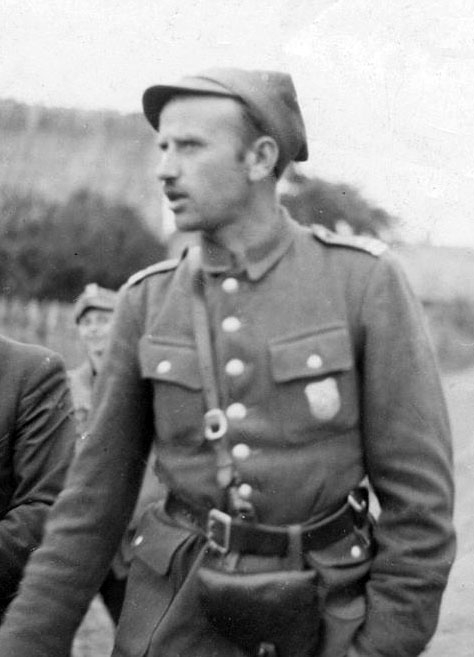
齐格蒙特·森德齐拉兹

齐格蒙特·森德齐拉兹（Zygmunt Szendzielarz，1910年3月12日—1951年2月8日）是家乡军第5维尔诺旅旅长，曾在二战后抵抗苏军。
二战后，苏联控制了波兰，齐格蒙特·森德齐拉兹被捕，他被控犯有多项罪行，最終在莫科托夫監獄被处决。
1993年，在波蘭人民共和國垮臺后，他获得平反，被宣布所有罪名无效。2007年，波兰时任总统萊赫·卡欽斯基向他追授波兰复兴勋章。